# 彼得·霍拉萊克
彼得·霍拉萊克（Petr Horálek）是一位捷克天文攝影師、天文學普及者和藝術家。

## 生平
1999年至2010年，他擔任帕爾杜比採天文台的志願者，並在布爾諾馬薩里克大學學習理論物理學和天文物理學（2007年至2011年）。2011年，他開始從事天文攝影。
彼得·霍拉萊克擅長拍攝「罕見的夜空現象」和以已知前景為背景的夜空的TWAN風格照片。他的照片捕捉了天空中獨特的瞬間和景色，展示了對抗全球光污染問題的重要性。
2014年，他使用工作假期簽證前往紐西蘭。在果園工作了四個月後，他賺到了足夠的錢來實現唯一的目標：前往庫克群島，在著名的阿伊圖塔基島上拍攝歷史性第一張銀河系夜景照片。
2015年1月，彼得·霍拉萊克成為歐洲南方天文台第22位攝影大使。他主要關注歐洲南方天文台夜空的超高清全球全景影像，這些影像可在數位天文館中自由使用。他憑藉這項工作參與歐洲南方天文台超新星天文館和遊客中心（ESO Supernova Planetarium & Visitor Centre）的計畫。

## 榮譽
小行星6822於1986年10月28日由茲丹卡·瓦弗洛娃在捷克共和國的克萊季天文台發現，以彼得·霍拉萊克來命名。它是一顆直徑約5公里的小行星，位於主小行星帶，繞太陽運行，近日點距離太陽1.943天文單位，遠日點距離太陽3.235天文單位。